# Олеум
О́леум (від лат. oleum vitrioli — купоросна олія) — димуча сульфатна кислота, розчин триоксиду сірки у безводній сульфатній кислоті. Безбарвна рідина, у вологому повітрі «димить» внаслідок реакції між парою SO3 і Н2О з утворенням важколеткої сульфатної кислоти H2SO4. Звичайно випускають олеум, що містить 18—20% SO3 (іноді до 60%). 
Застосовують в органічному синтезі, у виробництві барвників, вибухових речовин, лікарських препаратів тощо.